# Prickig nejlikepiskia
Prickig nejlikepiskia (Alsobia punctata) är en växtart i nejlikepiskiasläktet (Alsobia) och typart för släktet. Den är en epifytisk, städsegrön blomväxt som främst växer i fuktiga, tropiska biom, i städsegrön tropisk skog eller bergsskogar på 800–1 630 meters höjd, från sydvästra och sydöstra Mexiko till Guatemala.

## Utseende
Prickig nejlikepiskia är örtartad men kan bli ganska stor och beskrivs ibland som en halvbuske. Stjälkarna är hängande och kan bli 50 centimeter långa och 2,5–4 millimeter i diameter. Den bildar utlöpare som kan vara 20 centimeter långa eller mer. Bladen sitter i par på stjälkarna, tätast mot skottspetsarna, och är gröna och elliptiska till ovala i formen. Bladparen är nästan jämnstora, cirka 5-12,5 x 2,5-11 centimeter. Utlöparna kan bära 1-2 mindre bladpar. Blommorna sitter en och en och är trattformiga och vita med fransig kant och rödlila prickar i svalget.